# Jatropha dichtar
Jatropha dichtar là một loài thực vật có hoa trong họ Đại kích. Loài này được J.F.Macbr. mô tả khoa học đầu tiên năm 1934.